# Ründe

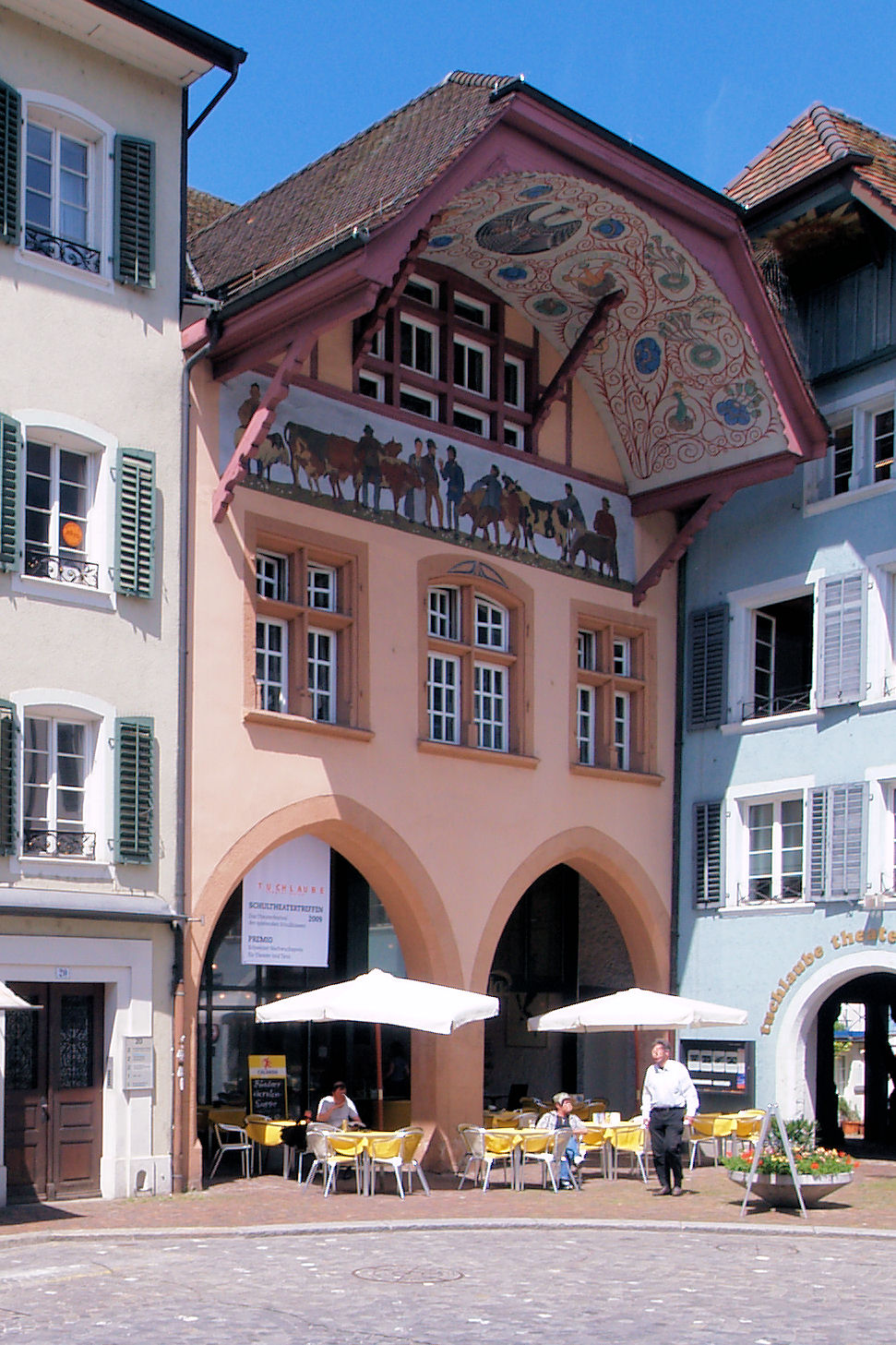
Die alte Schaal in Aarau mit Ründe

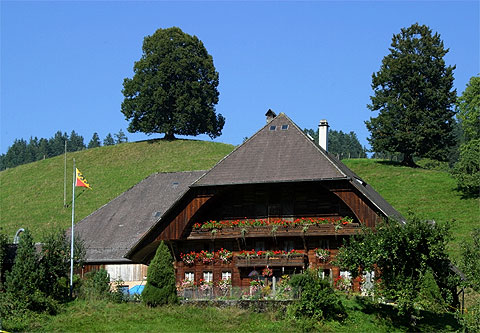
Berner Bauernhaus mit der typischen Ründe beim Wohnteil

Eine Ründe ist ein spezieller Dachunterseiten-Abschluss, der im schweizerischen Mittelland, hier vor allem im ehemaligen Berner Einflussgebiet, weit verbreitet ist (Kanton Bern, westlicher Teil des Kantons Aargau). Für die gesamte Dachform wird die Bezeichnung Halbwalmdach mit Bogenschild verwendet. Beim Begriff Ründe handelt es sich allerdings um einen umgangssprachlichen Begriff, in der Fachliteratur wird die Bauform auch als Bogengiebel oder Bogenschalung am Giebel umschrieben. 

## Beschreibung und Funktion
Die Ründe ist die unterseitige Verkleidung des stark auskragenden Giebels, die konkav ausgeführt wird. Daher rührt auch die Bezeichnung Ründe, die von «rund» abgeleitet ist.  
Die Verkleidung soll verhindern, dass starker Wind unter das Dach gelangt. Dieser kann problemlos ein Haus komplett abdecken, wenn er dort einen geeigneten Angriffspunkt an einer ungeschützten Dachunterseite findet und ungehindert unter die Dachdeckung gelangt.

## Verbreitung und Ausschmückung
Dieses Dachform trat erstmals im 17. Jahrhundert an bernischen Bürgerhäusern auf, drang aber auch in die voralpinen Landschaften des Emmentals und anderer Alpentäler ein. So wurde die Ründe eines der wichtigsten Erkennungszeichen für das Berner Bauernhaus, das in der Regel ein Krüppelwalmdach mit einem stark auskragenden Giebel besitzt. Die Ründe ist in der Regel nur beim Wohnteil angebaut. Man findet sie aber auch an anderen Häusern mit stark auskragenden Giebel, so auch in der Altstadt von Aarau.  
Die Ründe ist oft bemalt, da diese Stelle des Hauses sehr gut vor dem Wetter geschützt ist und so die Verzierungen entsprechend lange halten. Meist handelt es sich nicht um richtige Gemälde, sondern um aufgemalte Ornamente und Wappen.